# Château d'Angervilliers
Le château d'Angervilliers est un petit château français en ruine situé dans la commune d'Angervilliers, en pays Hurepoix, aujourd'hui dans le département de l'Essonne et la région Île-de-France, à trente-six kilomètres au sud-ouest de Paris.

## Situation
| \| Localisation du château d'Angervilliers dans l'Essonne. · Château d'Angervilliers \| Localisation du château d'Angervilliers dans l'Essonne. |
| Localisation du château d'Angervilliers dans l'Essonne. · Château d'Angervilliers                                                               |

Le château d'Angervilliers est implanté dans le centre du bourg d'Angervilliers, rue du Château, en bordure de la route départementale 838 dans un vaste parc qui constitue une partie du massif forestier d'Angervilliers.

## Histoire
Le château fut vraisemblablement construit au XIVe siècle par Élisabeth d'Angervilliers, dame de Fleury en Beauce qui en fit sa résidence.
En 1555, après plusieurs tractations sans intérêt, le château échoit à Anne de Pisseleu, duchesse d'Étampes et favorite de François Ier. Les seigneurs du vieux château (aujourd'hui disparu) rendaient haute, moyenne et basse justice dont les appels se rendaient au châtelet. Il n'en reste actuellement que le pressoir en forme de H, dont une partie a été restaurée et abrite de nos jours les locaux administratifs et culturels du village.
En 1600, Jacques-Auguste de Thou, président du parlement de Paris, devenait propriétaire de la terre d'Angervilliers, puis la céda ensuite à Jacques Bouhier de Beauregard dont l'héritier et le petit-fils, Édouard Ollier de Nointel, a contribué à agrandir considérablement le domaine. Après son décès, sa veuve vendit la propriété à Prosper Bauyn, conseiller au Parlement de Paris, qui continua les acquisitions de biens aux environs, afin d'accroître la population d'Angervilliers. Son fils, Nicolas-Prosper Bauyn, ministre de la Guerre en 1728 pour Louis XV, en hérita puis le donna à sa fille Jeanne Bauyn, veuve de Jean-René de Longueil, marquis de Maisons, président à mortier au Parlement de Paris, puis en secondes noces de Armand Jean de Rouvroy de Saint Simon, duc de Ruffec, pair de France, mort à Angervilliers le 20 mai 1754, fils du duc de Saint Simon, mémorialiste.
A la mort de Jeanne Bauyn, en 1761, le domaine fut vendu successivement à Pierre-François de Fonferrier puis cédé à son frère Louis-Roland d'Etrenneville, mort la même année. C'est André-Gabriel Jubert, marquis de Bouville, qui acheta le château et son héritier le vendit à son tour à Jean-Louis Julien en 1788 à la veille de la Révolution. En 1792, ce dernier émigra et ses biens furent sur le point d'être vendus comme biens nationaux. Jean-Louis Julien revint précipitamment sur ses terres et se tua sur la pièce d'eau de la propriété qui passa à ses filles, la marquise de Catellan et la comtesse de Gramont.
Madame de Catellan était une fidèle amie de Madame de Récamier, qui fit ainsi de fréquents séjours au château d'Angervilliers. On peut se demander si les écrivains familiers du salon parisien de cette dernière, tels que Benjamin Constant, Chateaubriand, ou Madame de Staël, n'auraient pas fait quelques visites à leur amie, exilée en 1808. De nombreuses lettres de Madame de Récamier font allusion à son amitié avec Madame de Catellan et Madame de Staël, ainsi qu'à son séjour à Angervilliers.

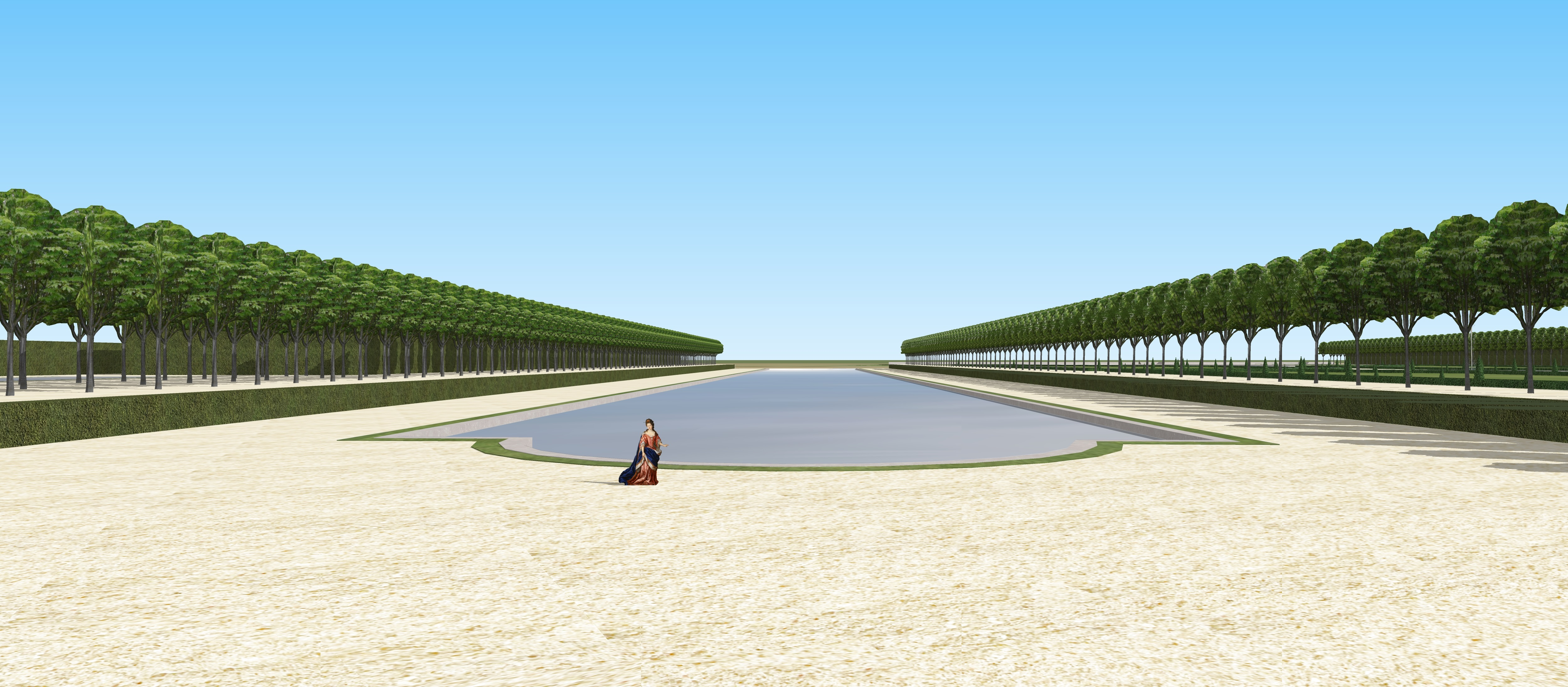
Restitution du grand canal du château d'Angervilliers, début du XVIIIe siècle
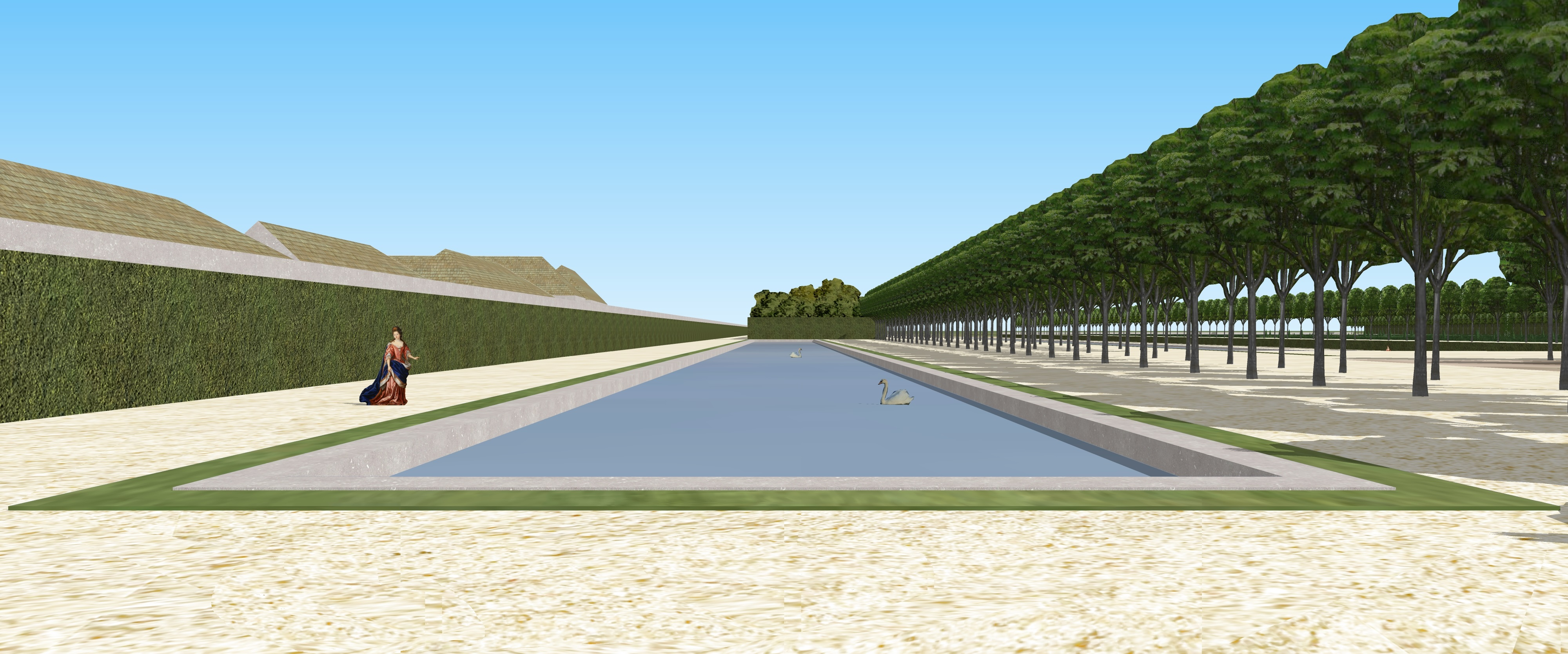
Restitution du petit canal du château d'Angervilliers, XVIIIe siècle

Du château du XVIIe siècle, entouré d'un grand parc dû à Le Nôtre et agrémenté de pièces d'eau alimentées par les aqueducs souterrains datant du XVIIe siècle, il ne reste qu'une partie des communs construit au XVIIe siècle (au XIXe pour la mairie). Il est remplacé en 1815 par le petit « Château rose », lui-même transformé par les comtes Sapia de Lencia qui apportèrent beaucoup de changement sur le domaine et firent disparaître les constructions les plus anciennes.
Au début du XXe siècle, un manoir est construit par Lazare Weiller à l'emplacement du château primitif. Acquis en 1928 par Arthur Weisweiller et son épouse née Betty Deutsch de la Meurthe, d'origines juives, ceux-ci moururent en déportation. Le baron de Gunzbourg acheta la propriété en piteux état. Sous l'Occupation, elle a été réquisitionnée par l'organisation allemande Todt, et réquisitionnée ensuite par les Américains et les Français.
Plus tard, le domaine laissé à l'abandon appartient à monsieur Gustave Leven (décédé en 2008), des Eaux Perrier et Minérales de France. Ce domaine est aujourd'hui très connu du milieu de l'exploration urbaine, grâce à Timothy Hannem sous le nom de « domaine des Trois Colonnes ». En 1983, la commune rachète les communs, extérieurs au parc à monsieur Leven pour les restaurer et y installer des locaux à l'usage de la collectivité. L'orangerie, construite en 1682, en forme de H, au toit mansardé, abrite aujourd'hui la mairie et la salle polyvalente. L'ancien colombier seigneurial, placé au centre de la cour des communs de l'ancien château, est également au cœur du projet de réhabilitation et d'animation de la commune : il abrite aujourd'hui les locaux de la bibliothèque municipale. La façade de l'orangerie et le colombier ont été inscrits aux monuments historiques par arrêté du 21 octobre 1985.

## Pour approfondir